# Grupos étnicos na Iugoslávia
Os grupos étnicos na Iugoslávia foram agrupados em povos e minorias constitutivas.

## Reino da Iugoslávia

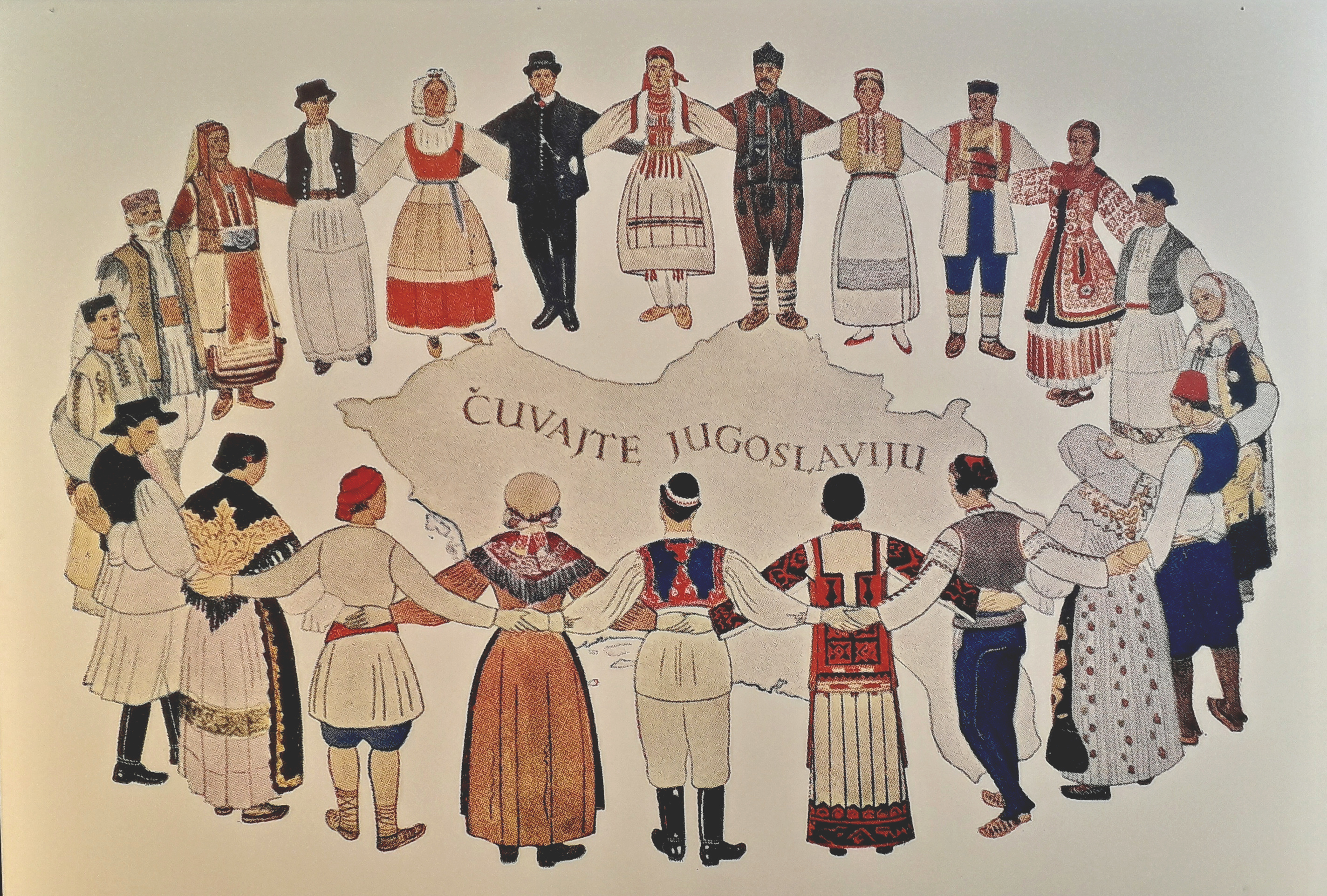
"Manter/Proteger a Iugoslávia" (Čuvajte Jugoslaviju), uma variante das supostas últimas palavras do Rei Alexandre, em uma ilustração de povos iugoslavos dançando o kolo.

Os povos constituintes do Reino dos Sérvios, Croatas e Eslovenos (1918–29), como fica evidente pelo nome oficial do estado (coloquialmente conhecido como "Iugoslávia"), eram os sérvios, os croatas e os eslovenos.
O censo populacional de 1921 registrou vários grupos étnicos. Com base na língua, os "iugoslavos" (coletivamente sérvios, croatas, eslovenos e muçulmanos eslavos) constituíam 82,87% da população do país. 
A política de identidade não conseguiu assimilar os povos eslavos do sul da Iugoslávia numa identidade iugoslava.  Durante o reinado do Rei Alexandre I, uma política moderna de identidade única iugoslava que foi propagada para apagar as identidades étnicas existentes não conseguiu fazê-lo. 

## República Socialista Federativa da Iugoslávia

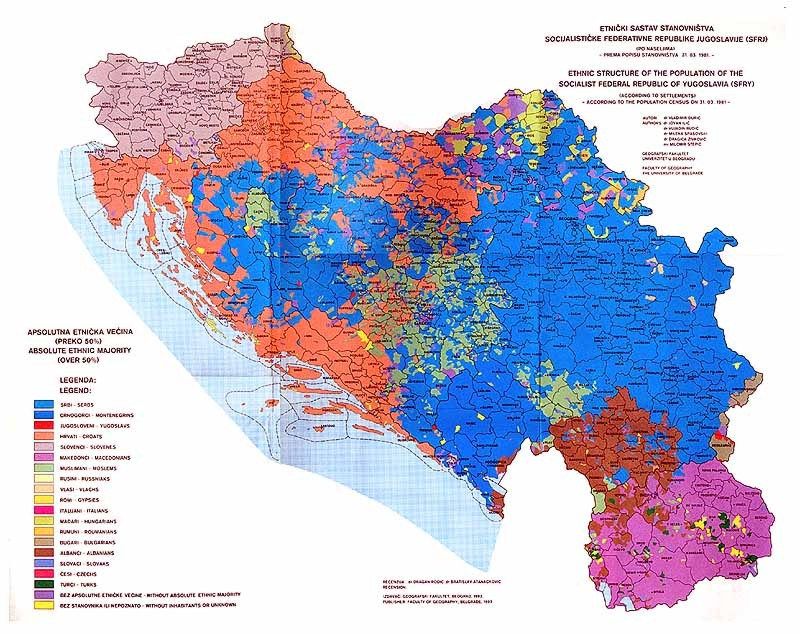
Grupos étnicos na Iugoslávia, por maioria nos municípios, segundo o censo de 1981 (em servo-croata e inglês).

Grupos étnicos na Iugoslávia (1981)
A terminologia comunista iugoslava usava a palavra "nação" (nacija, narod) para os povos constitutivos do país (konstitutivne nacije), isto é, para os sérvios, croatas, eslovenos, muçulmanos, macedônios e montenegrinos. O termo "nacionalidade" (narodnost) foi usado para descrever o estatuto dos albaneses e húngaros, e outros povos não constitutivos, distinguindo-os das nações e "minorias nacionais" (nacionalne manjine) como eram anteriormente descritos. 
Após a Libertação da Iugoslávia, o Partido Comunista da Iugoslávia reorganizou o país em repúblicas federais (Sérvia, Croácia, Bósnia e Herzegovina, Eslovênia, Macedônia e Montenegro), cinco delas sendo estados epônimos de cada nação constitutiva, ou seja, sérvios, croatas, eslovenos, macedônios e montenegrinos, e a única Bósnia e Herzegovina multiétnica. Além disso, duas províncias autônomas foram criadas na Sérvia – Voivodina (habitada por uma minoria húngara) e Kosovo e Metohija (habitadas por uma minoria albanesa), com base na presença significativa dessas nacionalidades (ou seja, narodnost) nessas regiões. Este critério de minoria (uma combinação de critérios históricos e étnicos) foi aplicado apenas à Sérvia (e não à Ístria habitada por italianos, ou às partes da Croácia habitadas por sérvios, por exemplo).  Os italianos da Ístria, que foram perseguidos e exilados pelo regime comunista por envolvimento italiano e irredentismo durante a Segunda Guerra Mundial na Iugoslávia, tiveram seus apelos por autonomia repudiados pelo governo comunista; entre 1947 e 1960, a grande maioria dos italianos étnicos fugiu da Iugoslávia, enquanto o restante adotou identidades croatas ou eslovenas. A presença de povos constitutivos em territórios diferentes de seu "estado-nação" (por exemplo, sérvios na Croácia) foi rejeitada como base para potenciais províncias autônomas, já que a retórica comunista sustentava que cada povo constituinte tinha uma república natal e, portanto, era incapaz de obter status de autonomia em outra república, apesar da presença significativa. Além disso, uma nação constitutiva não poderia ser considerada uma minoria em nenhuma das repúblicas. 
Após a guerra, o slogan "Fraternidade e unidade" designou a política oficial de relações interétnicas no país. A política prescrevia que os povos da Iugoslávia eram grupos iguais que coexistiam pacificamente na federação. 
A Constituição Iugoslava de 1974 previa a igualdade dos povos e minorias constituintes. 

## Censos

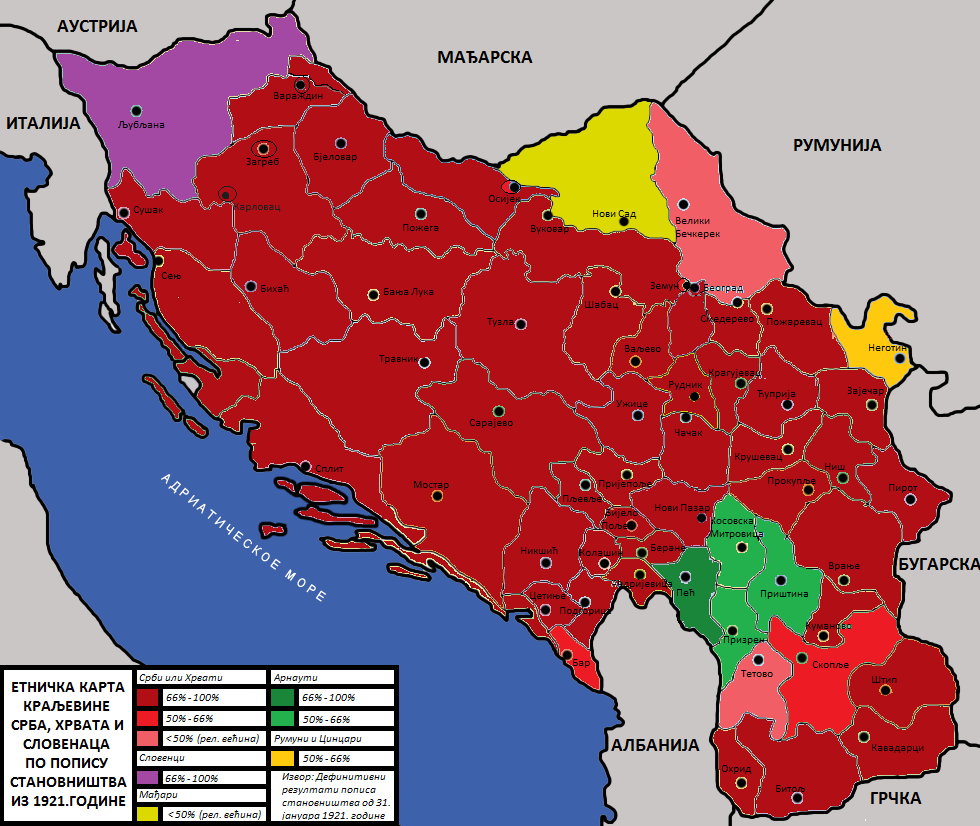
Grupos étnicos na Iugoslávia de acordo com o censo de 1921
Sérvios e Croatas
Sérvios e Croatas
Sérvios e Croatas
Eslovenos
Albaneses
Húngaros
Romenos

### Reino da Iugoslávia
| Grupo | Total      | Porcentagem |
| --- | ---------- | ----------- |
| Sérvios | 4.665,851  | 38.8%       |
| Croatas | 2.856,551  | 23.8%       |
| Eslovenos | 1.024,761  | 8.5%        |
| Muçulmanos Bósnios | 727.650    | 6.1%        |
| Búlgaros (incluindo alguns Macedônios) | 585.558    | 4.9%        |
| Outros Eslavos | 174.466    | 1.5%        |
| Alemães | 513.472    | 4.3%        |
| Húngaros | 472.409    | 3.9%        |
| Albaneses | 441.740    | 3.7%        |
| Romenos e Cincari (Arromenos e Megleno-romenos) | 229.398    | 1.9%        |
| Turcos | 168.404    | 1.4%        |
| Judeus | 64.159     | 0.5%        |
| Italianos | 12.825     | 0.1%        |
| Outros | 80.079     | 0.7%        |
| Total | 12,017,323 | 100%        |

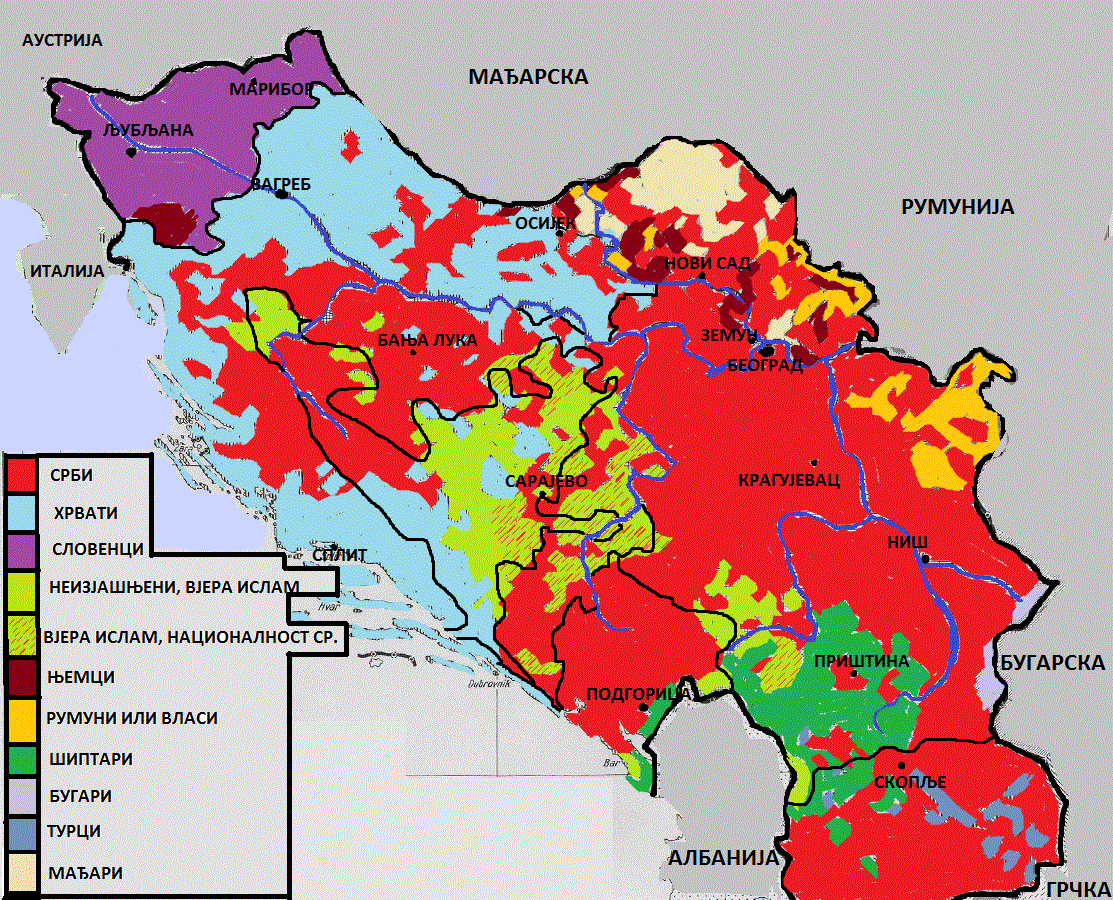
Grupos étnicos na Iugoslávia de acordo com o censo de 1931
Sérvios e Macedônios
Croatas
Eslovenos
Não declarado, Muçulmanos
Romenos
Shqiptar (Albaneses)
Turcos
Búlgaros
Húngaros

| Fonte: Banac, Ivo (1992). The National Question in Yugoslavia. Origins, History, Politics 2nd printing ed. Ithaca, NY: Cornell University Press. p. 58. ISBN 9780801494932 (A tabela representa uma reconstrução da estrutura étnica da Iugoslávia imediatamente após o estabelecimento do reino em 1918). |            |             |

### República Socialista Federativa da Iugoslávia
| Grupo | 1953              | 1961              | 1971              | 1981              |
| --- | ----------------- | ----------------- | ----------------- | ----------------- |
| Sérvios | 7.065.923 (41,7%) | 7.806.152 (42,7%) | 8.143.246 (39,7%) | 8.136.578 (36,3%) |
| Croatas | 3.975.550 (23,5%) | 4.293.809 (23,1%) | 4.526.782 (22,1%) | 4.428.135 (19,7%) |
| Muçulmanos Étnicos | 998.698 (5,9%)    | 972.940 (5,2%)    | 1.729.932 (8,4%)  | 2.000.034 (8,9%)  |
| Eslovenos | 1.487.100 (8,8%)  | 1.589.211 (8,6%)  | 1.678.032 (8,2%)  | 1.753.605 (7,8%)  |
| Albaneses | 754.245 (4,5%)    | 914.733 (4,9%)    | 1.309.523 (6,4%)  | 1.731.253 (7,7%)  |
| Macedônios | 893.427 (5,3%)    | 1.045.513 (5,3%)  | 1.194.784 (5,8%)  | 1.341.420 (6,0%)  |
| Iugoslavos | N / D             | 317.124 (1,7%)    | 273.077 (1,3%)    | 1.216.463 (5,4%)  |
| Montenegrinos | 466.093 (2,7%)    | 513.832 (2,8%)    | 508.843 (2,5%)    | 577.298 (2,6%)    |
| Húngaros | 502.175 (3,0%)    | 504.369 (2,7%)    | 477.374 (2,3%)    | 426.865 (1,9%)    |
| Fonte: Banac, Ivo (1992). The National Question in Yugoslavia. Origins, History, Politics 2nd printing ed. Ithaca, NY: Cornell University Press. p. 58. ISBN 9780801494932. Outros[a] |                   |                   |                   |                   |

## Terminologia
- narod (pl. narodi) – povo, povo, grupo étnico
- narodnost (pl. narodnosti) – etnia
- nacija (pl. nacije) – nação
- nacionalnost (pl. nacionalnosti) – nacionalidade, cidadania